# Chinua Achebe
Albert Chinualumogu Achebe (Ogidi, 16 de noviembre de 1930-Boston, Massachusetts, 21 de marzo de 2013) fue un escritor, poeta, profesor y crítico nigeriano. Su primera novela Todo se desmorona (Things Fall Apart, 1958) es considerada su obra magna, y es el libro más leído en la literatura africana moderna.
Criado en el pueblo igbo de Ogidi en el sureste de Nigeria, Achebe destacó en la escuela y ganó una beca para sus estudios de pregrado. Quedó fascinado con las culturas tradicionales africanas y las religiones del mundo, y comenzó a escribir cuentos como estudiante universitario. Después de graduarse, trabajó para el Servicio de Radiodifusión de Nigeria (NBS) y se trasladó a la metrópoli de Lagos. A finales de la década de 1950, ganó renombre internacional por su obra Todo se desmorona (1958), que describe cómo la civilización europea se apropia del mundo africano y las influencias occidentales cambian la sociedad de este continente. Sus novelas posteriores incluyen Me alegraría de otra muerte (1960), Flecha de Dios (1964), Un hombre del pueblo (1966 ) y Hormigueros de la sabana (1987) . Achebe escribió sus novelas en inglés y defendió el uso del inglés, la «lengua de los colonizadores», en la literatura africana. Su conferencia titulada «Una imagen de África: El racismo en El corazón de las tinieblas de Conrad» (1975), incluyó una famosa crítica de Joseph Conrad como «gran racista»; el texto de la conferencia fue posteriormente publicado en The Massachusetts Review en medio de cierta controversia.
Cuando la región de Biafra se separó de Nigeria en 1967, Achebe se convirtió en defensor de la independencia de la nueva nación y actuó como su embajador. La guerra afectó profundamente a la población de Biafra, y como el hambre y la violencia tuvieron su efecto, Achebe hizo un llamamiento de ayuda a los pueblos de Europa y América. Después de que el gobierno de Nigeria recuperase la región en 1970, Achebe se involucró en partidos políticos, pero pronto renunció, frustrado por la corrupción y el elitismo del que fue testigo. Después de haber vivido en los Estados Unidos durante varios años en la década de 1970, regresó a este país en 1990 tras un accidente automovilístico que lo dejó parcialmente discapacitado.
Las novelas de Achebe, quien poseía el título de cacique igbo, se centran en las tradiciones de la sociedad igbo, el efecto de las influencias cristianas, y el choque entre los valores tradicionales africanos y occidentales durante y después de la época colonial. Su estilo se basa en gran medida en la tradición oral igbo, y combina la narración directa con representaciones de cuentos populares, proverbios y la oratoria. También publicó una serie de cuentos, libros para niños y colecciones de ensayos. Desde 2009 hasta su muerte en 2013, se desempeñó como profesor de la Universidad David y Marianna Fischer y catedrático de Estudios Africanos de la Universidad Brown en los Estados Unidos.

## Biografía
Los padres de Achebe, Isaiah Okafo Achebe y Janet Anaenechi Iloegbunam,  eran conversos de la iglesia protestante Church Mission Society (CMS) en Nigeria. El padre de Achebe dejó de practicar la religión de sus antepasados, pero era respetuoso de sus tradiciones. El nombre no abreviado de Achebe, Chinualumogu («Que Dios luche en mi favor»), era una oración por la protección y estabilidad divina.  La familia Achebe tenía otros cinco hijos vivos cuyos nombres mostraron la misma fusión de palabras tradicionales relacionadas con su nueva religión: Frank Okwuofu, John Chukwuemeka Ifeanyichukwu, Zinobia Uzoma, Augustine Nduka y Grace Nwanneka.

### Primeros años
Achebe nació el 16 de noviembre de 1930 como Albert Chinualumogu Achebe en la localidad igbo de Ogidi. Sus padres, Isaiah Okafo Achebe y Janet Anaenechi Iloegbunam Achebe, se encontraban en una encrucijada de la cultura tradicional y la influencia cristiana; esto tuvo un impacto significativo en los niños, especialmente Chinualumogu. Después del nacimiento de la hija menor, la familia se mudó a Ogidi, la ciudad ancestral de Isaiah Achebe, en lo que hoy es el estado de Anambra.

Mapa de los grupos lingüísticos de Nigeria. La patria de Achebe, la región Igbo (arcaicamente deletreado Ibo), se encuentra en el centro sur.

El cuentacuentos fue uno de los pilares de la tradición igbo y una parte integral de la comunidad. La madre de Achebe y su hermana Zinobia Uzoma le contaron muchas historias, que él, como niño, pidió en varias ocasiones. Su educación fue fomentada por los collages que su padre había colgado en las paredes de su casa, así como los almanaques y numerosos libros, incluyendo una adaptación en prosa de El sueño de una noche de verano (c. 1590) y una versión en igbo de El progreso del peregrino (1678). Chinua también esperó con anticipación los eventos tradicionales de la aldea, como las frecuentes ceremonias mascaradas, que recreó posteriormente en sus novelas y cuentos.

#### Educación
Achebe ingresó en la Escuela Central St Philips en 1936. A pesar de sus protestas, pasó una semana en la clase religiosa para los niños pequeños, pero fue rápidamente trasladado a una clase superior cuando el capellán de la escuela tomó nota de su inteligencia. Un maestro lo describió como el estudiante con las mejores habilidades de escritura y lectura de la clase. También asistió semanalmente a la escuela dominical y los servicios evangélicos especiales que se celebraron mensualmente, a menudo llevando el bolso de su padre.
Una polémica estalló en una de estas sesiones, cuando los apóstatas de la nueva iglesia desafiaron al catequista sobre los principios del cristianismo. Achebe incluyó una escena de este incidente en Todo se desmorona.
A la edad de doce años, dejó su familia para trasladarse a la localidad de Nekede, a cuatro kilómetros de Owerri. Se matriculó como estudiante en la Central School, donde su hermano mayor, John, trabajaba como profesor. En Nekede, Achebe adquirió un aprecio por Mbari, un arte tradicional que trata de invocar la protección de los dioses a través de sacrificios simbólicos en la forma de esculturas y collages. En 1944, cuando llegó el momento de cambiar a la escuela secundaria, Achebe pasó las pruebas de acceso para el prestigioso Memorial Dennis Grammar School en Onitsha y el aún más prestigioso Government College en Umuahia.
Modelado según la escuela pública británica y financiado por la administración colonial, el Government College había sido establecido en 1929 para educar a la futura élite de Nigeria. Tenía estándares académicos rigurosos y era vigorosamente elitista, aceptando estudiantes únicamente sobre la base de sus capacidades. El lenguaje de la escuela era el inglés, no solo para fomentar el desarrollo de la competencia, sino también para proporcionar una lengua común para los alumnos de diferentes grupos lingüísticos nigerianos. Achebe lo describió posteriormente como recibir la orden de «echar sus diferentes lenguas maternas y comunicarse en el idioma de sus colonizadores». La regla se aplicó estrictamente y Achebe recuerda que recibió su primer castigo por preguntar que le pasaran el jabón en igbo.
En su primer año, Achebe fue promovido dos veces y terminó la escuela secundaria en solo cuatro años en lugar de los cinco previstos. Achebe no era apto para el régimen deportivo de la escuela y pertenecía a un grupo de seis alumnos particularmente estudiosos. Tan intensos eran sus hábitos de estudio que el director les prohibió la lectura de libros de estudio de cinco a seis de la tarde (aunque permitió otras actividades y la lectura de otros libros).
Achebe comenzó a explorar la «maravillosa biblioteca» de la escuela. Allí descubrió Up From Slavery (1901) de  Booker T. Washington, la autobiografía de un antiguo esclavo de Estados Unidos; a Achebe le «pareció triste, pero le mostró otra dimensión de la realidad». También leyó novelas clásicas, como Los viajes de Gulliver (1726), David Copperfield (1850) y La isla del tesoro (1883), así como cuentos de hazañas coloniales, como Allan Quatermain (1887) de H. Rider Haggard y Prester John (1910) de John Buchan. Posteriormente, Achebe recordó que como lector «tomó partido con los personajes blancos contra los salvajes» e incluso desarrolló una aversión contra los africanos. «El hombre blanco era bueno y razonable e inteligente y valiente. Los salvajes desplegados en contra de él eran siniestros y estúpidos o, a lo sumo, astuciosos. los odiaba profundamente».

#### Universidad

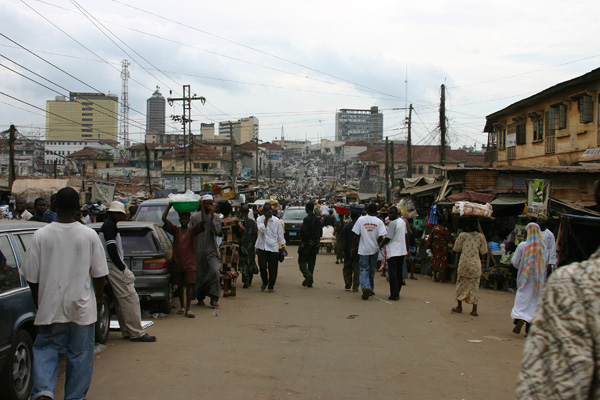
Calle en Ibadán, 2007.

En 1948, en el ámbito de las preparaciones para la independencia, se inauguró la primera universidad de Nigeria. Conocida inicialmente como University College (ahora, Universidad de Ibadán), era vinculada a la Universidad de Londres. Achebe obtuvo notas tan altas en el examen de ingreso que fue admitido como becario mayor en la primera sesión de admisión de la universidad, con una beca para estudiar medicina. Fue durante sus estudios en Ibadán que Achebe comenzó a convertirse en crítico de la literatura europea sobre África. Tras leer Mister Johnson (1939) de Joyce Cary —sobre un nigeriano alegre que (entre otras cosas) trabajaba para un abusivo dueño de tienda británico— estaba tan enojado por el retrato de los personajes nigerianos en la obra, ya sea como salvajes o bufones, que decidió convertirse en escritor. Achebe consideró su disgusto por el protagonista africano como un signo de la ignorancia cultural del autor.
Abandonó sus estudios de medicina y pasó a la facultad de Artes para estudiar inglés, historia y teología.  El cambio conllevó la pérdida de su beca académica y tuvo que pagar los gastos de matrícula. Aunque recibió una beca del gobierno, su familia también aportó dinero para que pudiera continuar sus estudios, y su hermano mayor Agustín entregó el dinero que había reservado para una visita a casa desde la localidad donde trabajaba como funcionario público. Desde su creación, la universidad contaba con una destacada facultad de Artes que incluía muchos alumnos que se convirtieron en escritores famosos, como el Premio Nobel Wole Soyinka, el poeta y dramaturgo John Pepper Clark, y el poeta Christopher Okigbo.  Otro escritor famoso que estudió en esta universidad en los años 1950, aunque en la facultad de ciencias naturales, era Elechi Amadi.
En 1950, Achebe escribió un ensayo titulado «Polar Undergraduate» para el University Herald que marcó su debut como autor y en la que utilizó ironía y humor para celebrar el vigor intelectual de sus compañeros de clase. Siguieron otros ensayos y cartas sobre la filosofía y la libertad en el mundo académico, algunos de los cuales fueron publicados en The Bug, otra revista del campus. Se desempeñó como editor del Herald durante el año escolar 1951-1952.
Mientras en la universidad, Achebe escribió su primer cuento, «In a Village Church», que combina detalles de la vida rural de Nigeria con las instituciones e iconos cristianos, un estilo que también aparece en muchas de sus obras posteriores. Otros cuentos que escribió durante su estadía en Ibadán —incluyendo «The Old Order in Conflict with the New» y «Dead Men's Path»— examinan los conflictos entre la tradición y la modernidad con la mirada puesta en el diálogo y la comprensión entre ambos lados. Con la llegada del profesor Geoffrey Parrinder, quien enseñó religión comparativa, Achebe comenzó a explorar el campo de la historia del cristianismo y las religiones tradicionales africanas.
Después de concluir los exámenes finales en 1953, Achebe recibió un grado de segunda clase. Sacudido por no recibir el más alto nivel, estaba indeciso como proceder después de la graduación. Regresó a su pueblo natal de Ogidi para reflexionar sobre sus opciones.

### Enseñanza y producción
Mientras meditaba sobre posibles trayectorias profesionales, Achebe recibió la visita de un amigo de la universidad quien lo convenció de solicitar el puesto de profesor de inglés en la escuela Merchants of Light en Oba. Era una institución destartalada con una infraestructura decrépita y una escasa biblioteca; la escuela había sido construida en lo que los residentes llamaron un «bosque malo», un lote de tierra frecuentado por espíritus hostiles según se creía. Más tarde, en Todo se desmorona, Achebe describió un lugar similar, llamado «bosque malo», que se concede a los misioneros cristianos para construir su iglesia.
Como profesor instó a sus estudiantes a leer mucho y ser original en su trabajo. Viendo que sus estudiantes no tenían acceso a los periódicos que él había leído durante sus estudios, puso su propio periódico a disposición de todos en el aula. Enseñó en Oba durante cuatro meses, pero cuando en 1954 surgió una oportunidad para trabajar por el Nigerian Broadcasting Service (NBS), dejó la escuela y se trasladó a Lagos.

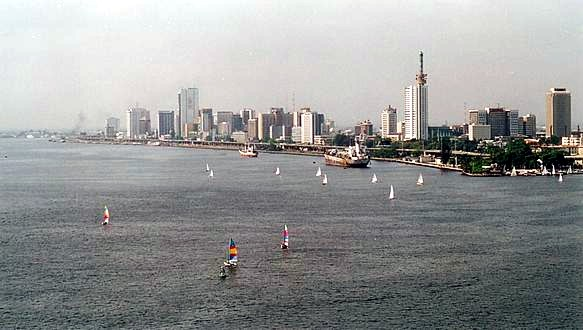
Lagos en 2007.

El NBS, una red radiofónica creada por el gobierno colonial en 1933, lo asignó al «departamento de pláticas» (Talk Department) a preparar guiones para las emisiones. Este trabajo le ayudó a dominar los sutiles matices entre el lenguaje hablado y escrito, una habilidad que utilizó más tarde para escribir diálogos realistas en sus novelas.
Mientras en Lagos, Achebe comenzó a trabajar en una novela. Esto fue un reto ya que existía muy poca ficción africana escrita en inglés, aunque Palm-Wine Drinkard (1952) de  Amos Tutuola y People of the City (1954) de Cyprian Ekwensi eran excepciones notables. Si bien apreciaba la obra de Ekwensi, Achebe ya se esforzó a desarrollar su propio estilo, aun cuando estaba dando inicio a la creación de la literatura novelística de Nigeria. La visita a Nigeria de la reina Isabel II en 1956 hizo resurgir los problemas del colonialismo y de la política, y fue un momento significativo para Achebe.
También en 1956 fue seleccionado a ingresar a la escuela del personal (Staff School) a cargo de la British Broadcasting Corporation (BBC). Su primer viaje fuera de Nigeria constituyó una oportunidad para avanzar sus habilidades técnicas de producción, y solicitar comentarios retroalimentativos sobre su novela (que más tarde dividió en dos libros). En Londres conoció al novelista Gilbert Phelps, a quien hizo leer el manuscrito. Phelps mostró gran entusiasmo, y ofreció presentar el manuscrito a su editorial. Achebe declinó, insistiendo que la obra necesitaba más trabajo.

### Todo se desmorona
De vuelta en Nigeria, Achebe se puso a revisar y editar su novela (ahora titulada Things Fall Apart, tomada de una frase del poema «The Second Coming» de W. B. Yeats). Cortó la segunda y tercera sección del manuscrito, dejando solo la historia de un granjero de ñame llamado Okonkwo que vivió durante la colonización de Nigeria. Añadió secciones, mejoró varios capítulos y reestructuró la prosa. En 1957 lo había esculpido a su gusto y decidió aprovecharse de un anuncio que ofreció un servicio de mecanografía en Inglaterra. Envió el único ejemplar del manuscrito (junto con la cuota de ₤ 22) a la empresa en Londres. Tras esperar varios meses sin recibir noticia alguna del servicio de mecanografía, Achebe comenzó a preocuparse. Como su jefe en la NBS, Angela Beattie, iba a Londres para sus vacaciones anuales, le pidió que visitara la empresa. Ella lo hizo, y con enojo exigió saber la razón porque el manuscrito había quedado ignorado en la esquina de la oficina. La compañía envió rápidamente una copia mecanografiada a Achebe. La intervención de Beattie fue crucial para continuar como escritor. Si la novela se hubiera perdida, dijo más tarde, «habría estado tan desalentado que probablemente habría abandonado por completo».

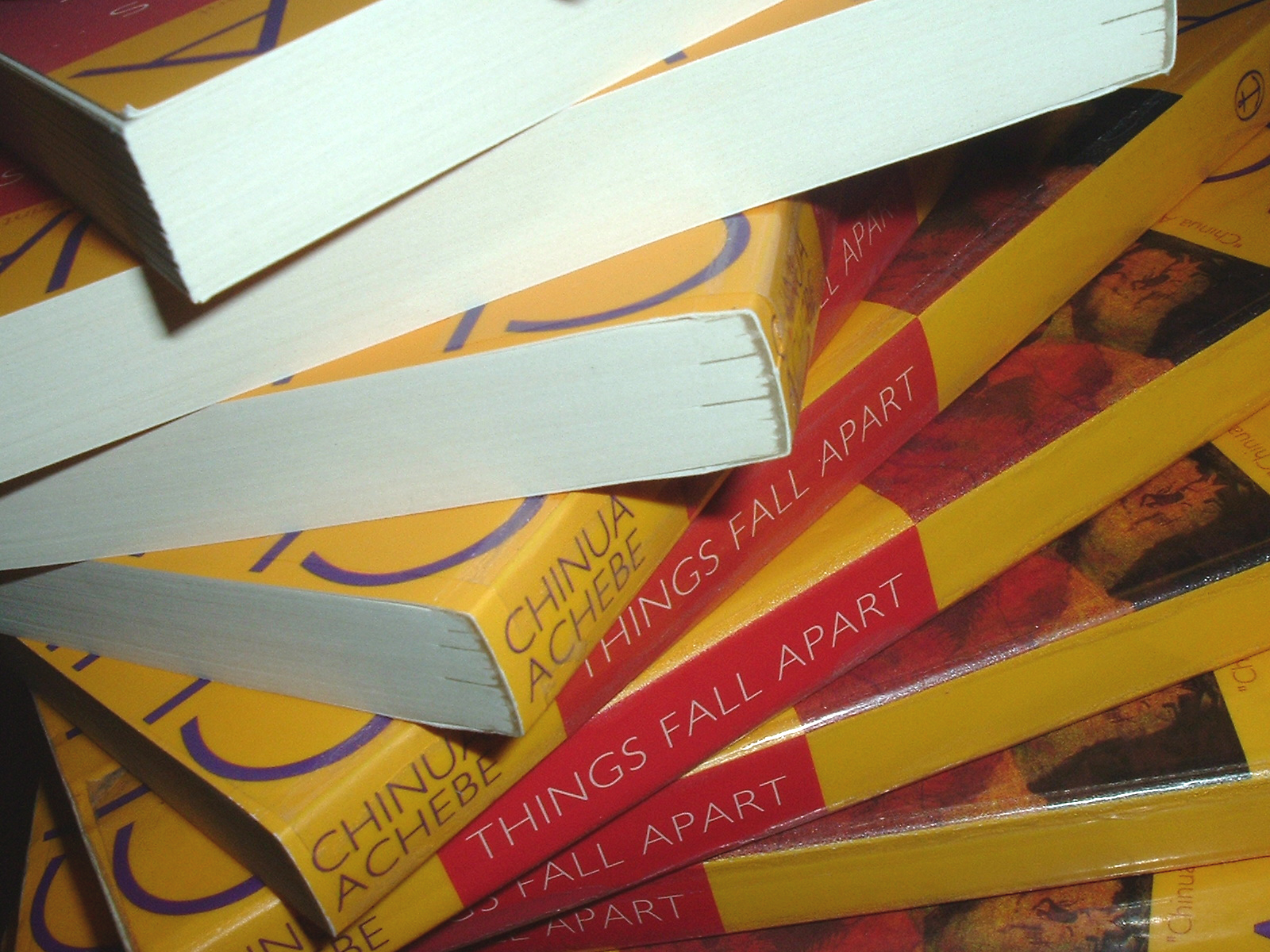
una pila de la edición de 1994 de Things Fall Apart.

En 1958, Achebe envió su novela al agente recomendado por Gilbert Phelps en Londres, quien la mandó a varias casas editoriales; algunos la rechazaron de inmediato, alegando que la ficción creada por escritores africanos no tenía potencial de mercado. Finalmente llegó a la oficina de Heinemann, donde los ejecutivos tenían ciertas dudas hasta que uno de sus asesores educativos, Donald MacRae —quién acababa de regresar de un viaje a través de África occidental— leyó la novela y forzó una decisión favorable con el siguiente sucinto informe: «Esta es la mejor novela que he leído después de la guerra».
El 17 de junio de 1958, Heinemann publicó 2000 ejemplares de tapa dura de Todo se desmorona. Según Alan Hill, empleado del editorial en este momento, la empresa no «tocó ni una palabra» al preparar la publicación. El libro fue bien recibido por la prensa británica y obtuvo críticas positivas del crítico literario Walter Allen y del novelista Angus Wilson. A los tres días de su publicación The Times Literary Supplement escribió que el libro «realmente logra representar la vida tribal desde adentro». The Observer la calificó como «una excelente novela», y la revista literaria Time and Tide afirmó que «el estilo del señor Achebe es un modelo para los aspirantes».
En Nigeria, la novela tuvo una acogida inicial mixta. Al tratar de promover el libro en África Occidental, los esfuerzos de Alan Hill fueron a veces recibidos con escepticismo y ridículo. La facultad de la Universidad de Ibadán encontró divertido la idea de que una novela escrita por un exalumno pudiese valer la pena. Otros fueron más positivos; una crítica en la revista Black Orpheus afirmó que "En su conjunto, el libro crea una imagen tan vívida de la vida ibo que la trama y los personajes no son más que símbolos que representan una forma de vida irrevocablemente perdida en la memoria viva".
En Todo se desmoronó, el protagonista Okonkwo lucha con el legado de su padre —un deudor vago, aficionado a tocar la flauta— así como las complicaciones y contradicciones que surgen con la llegada de los misioneros blancos a su pueblo, Umuofia. Al explorar el campo del conflicto cultural, sobre todo el encuentro entre la tradición igbo y la doctrina cristiana, Achebe vuelve a los temas de sus cuentos anteriores que surgieron de sus propios antecedentes.
Todo se desmorona se convirtió en uno de los libros más importantes de la literatura africana. Su venta global superó los ocho millones de ejemplares y fue traducido a cincuenta idiomas, por lo que Achebe puede considerarse el escritor africano más traducido de todo los tiempos.
En reconocimiento de su carácter universal, la obra ha sido incluida en la colección de la Biblioteca Mundial «propuesta por cien escritores originarios de cincuenta y cuatro países diferentes, compilado y organizado en 2002 por el Club del Libro Noruego. Esta lista constituye un esfuerzo de reflejar la literatura mundial, con libros provenientes de todos los países, culturas y períodos».
Wole Soyinka, el premio Nobel nigeriano, describió la obra como «la primera novela en inglés que habló desde el interior del carácter africano, en lugar de retratar al africano como un exótico, como el hombre blanco suele verlo».

### Matrimonio y familia
En el mismo año de la publicación de Todo se desmorona, Achebe fue promovido en el seno del NBS y puesto a cargo de la cobertura de la región oriental de la red. Se trasladó a Enugu y comenzó a trabajar en sus tareas administrativas. Allí conoció a Christiana Chinwe (Christie) Okoli, una mujer originaria de la región que acabó de unirse al personal del NBS. Conversaron por primera vez cuando ella trajo a su atención una discrepancia de pago con una de sus colegas que había sido contratado simultáneamente. Poco después, al ser hospitalizado por una apendicectomía, ella se sorprendió cuando Achebe la visitó con regalos y revistas.
Achebe y Okoli profundizaron su noviazgo en los siguientes años y el 10 de septiembre de 1961 se casaron en la Capilla de la Resurrección en el campus de la Universidad de Ibadán. Christie Achebe describió su matrimonio como una relación de confianza y entendimiento mutuo; Algunas tensiones surgieron al inicio del matrimonio, debido a conflictos vinculados a la comunicación y atención mutua. Sin embargo, a medida que maduró la relación, ambos se esforzaron para adaptarse el uno al otro.
Su primer hijo, una hija llamada Chinelo, nació el 11 de julio de 1962. Tuvieron un hijo, Ikechukwu, el 3 de diciembre de 1964, y otro hijo llamado Chidi, el 24 de mayo de 1967. Cuando los niños comenzaron a asistir a la escuela en Lagos, sus padres estuvieron preocupados por la visión del mundo —particularmente con respecto a prejuicios raciales— expresada en la escuela, especialmente por los profesores, en su mayoría blancos, y los libros escolares que presentaban una visión prejuiciada de la vida africana. Para abordar algunas de estas preocupaciones, Achebe publicó su primer libro para niños, Chike and the River en 1966. El 7 de marzo de 1970, después de la Guerra de Biafra, los Achebes tuvieron otra hija llamada Nwando. Cuando se le preguntó acerca de su familia Achebe afirmó: «Hay pocas cosas más importante que mi familia». Tuvieron seis nietos: Chochi, Chino, Chidera, C.J. (Chinua Jr.), Nnamdi y Zeal.

### Me alegraría de otra muertey viajes becarios
En 1960 cuando aún eran novios, Achebe dedicó su segunda novela, Me alegraría de otra muerte (No Longer at Ease), a Christie Okoli. El libro trata de un funcionario envuelto en la corrupción de Lagos. El protagonista es Obi, nieto de Okonkwo, el personaje principal de Todo se desmorona. Basándose en su propia estancia en la ciudad, Achebe describe las experiencias de Obi en Lagos para reflejar los retos que enfrenta la nueva generación en el umbral de la independencia de Nigeria. Obi se ve atrapado entre las expectativas de su familia, su clan, su pueblo natal, y la sociedad en general. Es aplastado por estas fuerzas (como su abuelo antes que él) y se encuentra encarcelado por soborno. Después de haber mostrado su perspicacia para retratar la cultura tradicional igbo en la primera novela, Achebe demostró su capacidad de retratar la vida nigeriana moderna en la segunda.

Mapa de la distribución de los hablantes del idioma suajili.

En este mismo año le fue concedido una beca Rockefeller para viajar durante seis meses, un hecho que consideró «el primer beneficio importante de mi carrera de escritor»; Achebe decidió viajar por África Oriental. Un mes después de la independencia de Nigeria, viajó a Kenia, donde tuvo que llenar un formulario de inmigración y marcar la casilla indicando su pertenencia étnica: europeo, asiático, árabe, u otro. Conmocionado y consternado por verse forzado en la identidad «otro», encontró la situación «casi divertida» y se llevó un formulario adicional como recuerdo. Continuando su viaje por Tanganica y Zanzíbar (ahora unidos en el estado de Tanzania), se sintió frustrado por la actitud paternalista que observó entre los empleados de los hoteles y las élites sociales no africanas.
En su viaje, Achebe descubrió que el suajili se había convertido en una lengua africana importante. Los programas de radio se transmitieron en suajili, y su uso estaba muy extendido en los países que visitó. Sin embargo, observó también «apatía» entre la población con respecto a la literatura escrita en suajili. Se encontró con el poeta Sheikh Shaaban Robert, que se quejó de las dificultades que tuvo que enfrentar para poder publicar su obra en lengua suajili.
En Rhodesia del Norte (ahora Zambia), Achebe se encontró sentado en una sección reservada para blancos del autobús a Victoria Falls. Al ser interrogado por el cobrador porque estaba sentado en la parte delantera, respondió, «si debes saberlo, vengo de Nigeria, y allí nos sentamos donde nos gusta en el autobús» Al llegar a las cataratas, fue aclamado por los viajeros negros del bus, pero le entristeció la incapacidad de resistir la política de segregación en aquel momento.
Dos años más tarde, Achebe salió nuevamente de Nigeria —esta vez como parte de una beca para artistas creativos concedida por UNESCO— y viajó a Estados Unidos y Brasil. Se reunió con un número de escritores estadounidenses, incluyendo los novelistas Ralph Ellison y Arthur Miller. En Brasil, se reunió con varios otros autores, con quienes conversó sobre las dificultades de escribir en idioma portugués. Achebe se mostró preocupado que la vibrante literatura de esta nación pudiera perderse si se dejaría de traducirla a un idioma más ampliamente hablado.

### «Voice of Nigeria» y la serie «African Writers»
Cuando regresó a Nigeria, Achebe fue promovido a la posición de Director de Difusión Externa en el NBS. Una de sus primeras tareas fue de contribuir a crear la red de Voice of Nigeria, la estación oficial de radiodifusión internacional de Nigeria. La estación —que transmitió su primera emisión en el día del Año Nuevo de 1962— planteó mantener una perspectiva objetiva durante la turbulenta época inmediatamente después de la independencia. Esta objetividad fue puesta a prueba cuando el primer ministro de Nigeria Abubakar Tafawa Balewa declaró el estado de emergencia en la región occidental en respuesta a una serie de conflictos entre los funcionarios de varios partidos. Achebe se hizo triste por el silenciamiento de la oposición política y la evidencia de corrupción.
En 1962 asistió a una conferencia de escritores africanos en inglés en la Universidad Makerere de Kampala, Uganda. Se reunió con figuras importantes en el mundo literario africano y mundial, entre ellos el poeta de Ghana Kofi Awoonor, el dramaturgo y poeta nigeriano Wole Soyinka, y el autor y poeta estadounidense Langston Hughes. Uno de los temas que se discutieron era de determinar si el término «literatura africana» debería incluir a las obras que surgieron de la diáspora africana, o únicamente las que fueron creadas por los autores viviendo en el continente africano. Achebe señaló que no era «una cuestión muy importante», y que los estudiosos harían bien en esperar hasta que se produzca un cuerpo de obras lo suficientemente grande para juzgar. Al escribir sobre la conferencia en varias revistas, Achebe la aclamó como un hito para la literatura de África, y destacó la importancia del sentido de comunidad entre las voces aisladas en el continente y más allá.

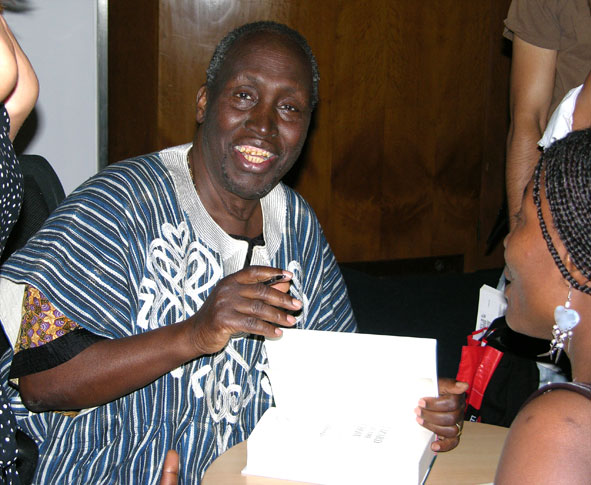
Achebe seleccionó la novela No llores, Niño (Weep Not, Child) de Ngũgĩ wa Thiong'o como uno de los primeros títulos de la African Writers Series de Heinemann.

Mientras en Makerere, se le pidió que leyera la novela Weep Not, Child (No llores, niño), escrita por el estudiante keniano James Ngugi, posteriormente conocido como Ngugi wa Thiong'o. Quedó impresionado y la mandó a Alan Hill en Heinemann, que la publicó dos años más tarde, coincidiendo con su línea rústica de libros de escritores africanos. Hill señaló que se creó esta serie para remediar una situación en la que los editores británicos «sólo consideraron África Occidental como un lugar para vender los libros». Achebe fue elegido como Editor General de la serie African Writers, que se convirtió en una fuerza significativa en difundir la literatura postcolonial de África al resto del mundo, y continuó en esta capacidad hasta 1972.
A medida que creció la disponibilidad de estas obras, comenzaron a florecer las críticas y los ensayos sobre la literatura africana, especialmente en Europa. Resentiendo la ola de comentarios que inundó su país natal, Achebe publicó un ensayo titulado «Where Angels Fear to Tread» («Donde los ángeles no se aventuran») en el número de diciembre de 1962 de Nigeria Magazine. En ello reprobó a los que criticaron a los escritores africanos desde fuera, afirmando que: «nadie puede entender a otro cuyo lenguaje no habla (y "lenguaje" aquí no significa simplemente las palabras, sino toda la cosmovisión de un hombre)».

### Flecha de Dios
La tercera novela de Achebe, Flecha de Dios (Arrow of God), se publicó en 1964. Al igual que sus predecesores, la obra explora las intersecciones de la tradición igbo y el cristianismo europeo. Situada en el pueblo de Umuaro al inicio del siglo XX, la novela cuenta la historia de Ezeulu, un sumo sacerdote de Ulu. Impresionado por la fuerza de la intervención británica en la zona, ordena a su hijo a aprender el secreto de los extranjeros. Como Okonkwo en Todo se desmorona y Obi en Me alegraría de otra muerte, Ezeulu se ve consumido por la tragedia resultante.
La idea para la novela vino en 1959, cuando Achebe escuchó la historia de un sumo sacerdote encarcelado por un funcionario distrital. Su inspiración creció un año más tarde, al ver una colección de objetos igbo excavados en la zona por el arqueólogo Thurstan Shaw; Achebe se sorprendió por la sofisticación cultural de los artefactos. Cuando un conocido le mostró una serie de documentos de funcionarios coloniales —algo semejante a la obra ficticia Pacification of the Primitive Tribes of the Lower Niger ("Pacificación de las tribus primitivas del Níger Bajo"), a que se hace referencia al final de Todo se desmorona—, Achebe combinó estos hilos de la historia y comenzó a trabajar en Flecha de Dios en serio. Al igual que sus trabajos anteriores, Flecha de Dios fue rotundamente elogiada por la crítica. Se publicó una edición revisada en 1974 para corregir lo que Achebe denominó «ciertas debilidades estructurales».
El escritor estadounidense John Updike expresó su admiración en una carta a Achebe, y mencionó su sorpresa por la repentina caída del protagonista de  Flecha de Dios. Elogió la valentía del autor al escribir «una conclusión que pocos novelistas occidentales habrían ideado». Achebe respondió sugiriendo que el héroe individualista era rara en la literatura africana, dada sus raíces en la vida comunitaria y el grado en que los personajes son «sujetos a fuerzas no humanas en el universo».

### Un hombre del pueblo
La novela Un hombre del pueblo, que fue publicada en 1966, es una sátira sombría situada en un Estado africano sin nombre que acaba de alcanzar la independencia. La novela sigue a un profesor llamado Odili Samalu de la aldea de Anata que se opone a Nanga, un ministro de Cultura corrupto, por su curul en el parlamento. Tras leer una copia anticipada de la novela, el amigo de Achebe John Pepper Clark afirmó: «Chinua, [ahora] sé que eres un profeta. ¡Todo en este libro ha sucedido excepto el golpe militar!».
Poco después, el mayor nigeriano Chukwuma Kaduna Nzeogwu tomó control de la región norte del país como parte de un intento de golpe de Estado más amplio. Sin embargo, los comandantes militares en otras regiones fracasaron en el intento y la conspiración fue reprimida por la fuerza. Poco después se produjo una masacre de tres mil personas originarias de la región oriental pero que vivieron en el norte, y en Lagos comenzaron a escucharse noticias de otros ataques contra los igbos.
El desenlace de la novela llamó la atención de los militares que sospechaban que Achebe tuvo conocimiento previo del golpe. Al recibir noticia de la persecución, envió a su esposa, que estaba embarazada, y sus hijos en un barco sórdido por una serie de arroyos escondidos al bastión de los igbo en Port Harcourt. Llegaron sin incidentes, aunque Christie sufrió una aborto involuntario al final de la jornada. Poco después Chinua se reunió con ellos en Ogidi. Estas ciudades estaban a salvo de las incursiones militares porque se encontraban en el sureste y formaban parte de la región que se secesionó posteriormente.
Cuando la familia se había reasentado en Enugu, Achebe y su amigo Christopher Okigbo fundaron el editorial Citadel Press con el objetivo de mejorar la calidad y aumentar la cantidad de la literatura disponible para los lectores más jóvenes. Una de sus primeras presentaciones fue un libro titulado How the Dog was Domesticated, que Achebe revisó y reescribió, convirtiéndolo en una alegoría compleja del tumulto político del país. Su título final fue How the Leopard Got His Claws. Años más tarde, un oficial de la inteligencia de Nigeria dijo a Achebe que «de todas las cosas que salieron de Biafra, ese libro fue el más importante».

Mapa de la secesión de Biafra.

### Guerra de Biafra
En mayo de 1967, la región del sudeste de Nigeria se separó para formar la república de Biafra; en julio los militares nigerianos iniciaron la campaña militar para reprimir lo que consideraban una rebelión ilegal. El socio de Achebe, Christopher Okigbo —que se había convertido en un amigo cercano de la familia y especialmente de Ikechukwu, el hijo de Achebe— se enroló en el ejército secesionista, mientras continuaba con el trabajo en la prensa. La casa de Achebe fue bombardeada una tarde; como Christie se había llevado los niños a visitar a su madre enferma, las únicas víctimas eran los libros y papeles de Achebe. La familia Achebe escapó por poco el desastre en varias ocasiones durante la guerra. Cinco días después del bombardeo, Christopher Okigbo falleció en el frente de guerra. Achebe fue muy conmocionado por la pérdida de su amigo; En 1971 escribió «Dirge for Okigbo» (Fúnebre para Okigbo), originalmente en el idioma igbo, y posteriormente traducido al inglés.
A medida que la guerra se intensificó, la familia Achebe se vio forzado a abandonar Enugu para trasladarse a Aba, la capital de Biafra. A pesar del acercamiento de la agitación, continuó escribiendo, pero la mayor parte de su trabajo creativo durante la guerra tomó la forma de poesía. El formato más corto era una consecuencia de vivir en una zona de guerra. «Puedo escribir poesía», dijo, «algo corto, intenso más acorde con mi estado de ánimo ... Todo esto que se está creando en el contexto de nuestra lucha». Muchos de estos poemas fueron recogidos en su libro Beware, Soul Brother (1971). Una de sus obras más famosas, «Refugee Mother and Child» («Madre y niño refugiado»), trata del sufrimiento y sentido de pérdida que le rodeaban. Comprometido con la promesa de Biafra, aceptó una solicitud para servir como embajador en el extranjero, y declinó una invitación del Programa de Estudios Africanos de la Universidad Northwestern en los Estados Unidos. Achebe viajó a muchas ciudades de Europa, incluyendo Londres donde continuó su trabajo con la serie African Writers en Heinemann.
Durante la guerra, las relaciones entre los escritores en Nigeria y Biafra fueron tensas. En Londres, Achebe y John Pepper Clark tuvieron una tensa confrontación sobre sus posiciones opuestas en el conflicto. Achebe exigió que el editorial retire la dedicación a Clark en Un hombre del pueblo. Su amistad y la dedicación fueron restauradas años más tarde. Mientras tanto, su contemporáneo Wole Soyinka fue encarcelado por haberse reunido con funcionarios de Biafra, y pasó muchos años en la cárcel. Hablando en 1968, Achebe, dijo: «La situación de Nigeria me parece insostenible. Si yo hubiera sido un nigeriano, creo que habría estado en la misma situación que Wole Soyinka —en la cárcel».
El gobierno de Nigeria, bajo el liderazgo del general Yakubu Gowon, fue respaldado por el gobierno británico y las dos naciones mantuvieron una fuerte asociación comercial. Al abordar las causas de la guerra en 1968, Achebe criticó a las fuerzas políticas y militares nigerianas por las que Biafra se vio forzado a secesionar. Enmarcó el conflicto en términos del pasado colonial del país. El escritor en Nigeria, dijo, «descubrió que la independencia, que su país supuestamente había conseguido, era totalmente sin contenido. El antiguo maestro blanco todavía tenía el poder... Había adquirido un puñado de títeres negros para hacer su trabajo sucio por una comisión».

Bandera de la república de Biafra.

Las condiciones en Biafra empeoraron mientras continuaba la guerra. En septiembre de 1968, la ciudad de Aba cayó al ejército nigeriano y Achebe, una vez más se mudó con su familia, esta vez a Umuahia, donde el gobierno de Biafra se había trasladado. Fue elegido a presidir el recién formado Comité de Orientación Nacional (National Guidance Committee) encargado de redactar los principios y las ideas para la era de la posguerra. En 1969, el grupo completó un documento titulado Los Principios de la Revolución de Biafra (The Principles of the Biafran Revolution), que se publicó posteriormente como La declaración de Ahiara (The Ahiara Declaration).
En octubre del mismo año, Achebe se unió a los escritores Cyprian Ekwensi y Gabriel Okara en una gira por los Estados Unidos para crear conciencia sobre la grave situación en Biafra. Visitaron treinta universidades y realizaron innumerables entrevistas. Mientras en el sur de Estados Unidos, Achebe se enteró por primera vez de Igbo Landing, una historia real sobre un grupo de cautivos igbo que decidieron ahogarse en 1803 —en lugar de soportar la brutalidad de la esclavitud— después de sobrevivir el transporte a Georgia (Estados Unidos).
El comienzo de 1970 vio el fin del Estado de Biafra. El 12 de enero, el ejército de Biafra se rindió a Nigeria y Achebe regresó con su familia a Ogidi, donde encontraron que su casa había sido destruida. Aceptó un empleo en la Universidad de Nigeria en Nsukka y se sumergió de nuevo en el mundo académico. Sin embargo, no pudo aceptar invitaciones a otros países, porque el gobierno nigeriano revocó su pasaporte por su apoyo a Biafra.

### Academia de posguerra
Después de la guerra, Achebe participó en la fundación de dos revistas: la revista literaria Okike, un foro para el arte, la ficción y la poesía africana; y Nsukkascope, una publicación interna de la Universidad (lema: «Devastador, intrépido, brutal y verdadero»). Más tarde, Achebe y el comité de Okike fundaron otra revista cultural, Uwa Ndi Igbo, para mostrar la tradición oral y los cuentos nativos de la comunidad igbo. En febrero de 1972, publicó Girls at War, una colección de cuentos que cubre el periodo desde sus días estudiantiles hasta el reciente derramamiento de sangre. Era el libro número 100 en la serie African Writers de Heinemann.

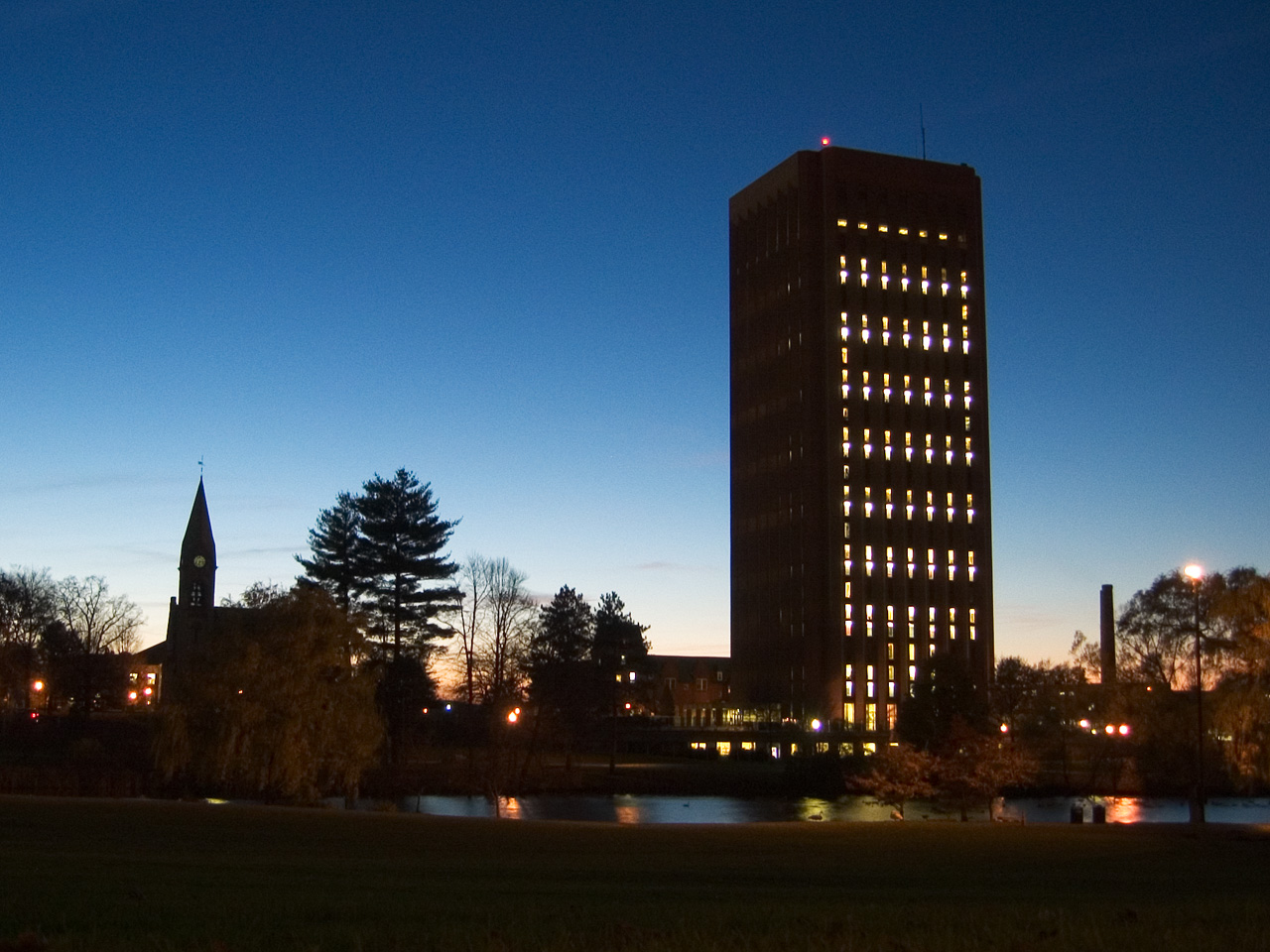
La Universidad de Massachusetts Amherst en la noche.

Más tarde en ese año, la Universidad de Massachusetts Amherst ofreció una cátedra a Achebe, y la familia se trasladó a Estados Unidos. A su hija menor no la gustaba ir al jardín de infancia y la familia pronto se enteró de que su frustración estaba vinculado al lenguaje. Achebe la ayudó a enfrentar la «experiencia ajena» (como lo llamaba) contando historias durante los viajes en automóvil a la escuela.
Al presentar sus clases a una amplia variedad de estudiantes (enseñaba solo una clase, a una gran audiencia), comenzó a estudiar las percepciones sobre África en la erudición occidental: «África no se parece a cualquier otro lugar que conozcan ... no hay personas reales en el continente negro, sólo fuerzas que operan; y la gente no habla ningún idioma inteligible, sólo gruñen, demasiado ocupados a saltar arriba y abajo en frenesí».

#### Las críticas a Conrad
Achebe expandió estas críticas al presentar su «Conferencia de Canciller», Una imagen de África: racismo en «El corazón de las tinieblas» de Conrad, en Amherst el 18 de febrero de 1975. Denunciando Joseph Conrad como «un gran racista», Achebe afirmó que la famosa novela de Conrad deshumaniza a los africanos, al representar a África como «un campo de batalla metafísica desprovista de toda humanidad reconocible, en la que el europeo vagando entra a su propio riesgo».
Achebe también examinó una cita de Albert Schweitzer, el Premio Nobel de la Paz de 1952: «Este extraordinario misionero, Albert Schweitzer, que sacrificó brillantes carreras en la música y la teología en Europa para una vida de servicio a los africanos en la misma zona que describe Conrad, personifica la ambivalencia. En un comentario citado con frecuencia, Schweitzer dice: "El africano es de hecho mi hermano, pero mi hermano menor". Y así procedió a construir un hospital apropiado a las necesidades de los hermanos menores con las normas de higiene que recuerdan a la práctica médica en los días antes de que llegara a existir la teoría de los gérmenes de la enfermedad». Algunos se sorprendieron de que Achebe desafiaría un hombre reconocido como modelo del liberalismo occidental y tan honrado en el Occidente por su «reverencia por la vida».
La conferencia provocó una tormenta de controversia, incluso durante la recepción inmediatamente después de la charla. Muchos profesores de inglés en la audiencia estaban molestos por sus comentarios; un viejo profesor, según consta, se acercó a él y le dijo: «¿Cómo te atreves!», y se alejó. Otro sugirió que Achebe «no tenía sentido del humor», pero varios días después Achebe fue abordado por un tercer profesor, quien le dijo: «Ahora me doy cuenta de que nunca había realmente leído El corazón de las tinieblas aunque lo  he enseñado durante años». Aunque la conferencia enfureció a muchos de sus colegas, en 1975 se le otorgó un doctorado honorario de la Universidad de Stirling y el Premio Lotus para escritores afroasiáticos.
En 1983. el crítico británico Cedric Watts publicó la primera refutación exhaustiva de la crítica de Achebe. Su ensayo «A Bloody Racist: About Achebe's View of Conrad» («Un gran racista: Acerca del punto de vista de Achebe sobre Conrad») defiende El corazón de las tinieblas como una novela antiimperialista, insistiendo que «parte de su grandeza reside en la fuerza de sus críticas contra los prejuicios raciales». El teórico palestino-estadounidense Edward Said acordó en su libro Culture and Imperialism (Cultura e imperialismo) que Conrad criticó el imperialismo, pero añadió: «Como criatura de su tiempo, Conrad no podía conceder a los nativos su libertad, a pesar de su severa crítica del imperialismo que los esclavizó».
La crítica de Achebe se convirtió en una perspectiva dominante de la obra de Conrad. El ensayo se incluyó en la edición crítica de la novela de Conrad publicada por Norton en 1988. El editor Robert Kimbrough la describió como uno de «los tres eventos más importantes en la crítica de El corazón de las tinieblas desde la segunda edición del libro ...» El crítico Nicolas Tredell divide la crítica de Conrad «en dos fases epocales: antes y después de Achebe». Cuestionado frecuentemente sobre su ensayo, Achebe explicó una vez que nunca fue su intención de que se abandonara la obra: «No está en mi naturaleza de hablar de la prohibición de libros. Lo que estoy diciendo, es léalo con el tipo de comprensión y conocimiento de lo que estoy hablando. Y léalo junto a obras africanas». En octubre de 2009, al ser entrevistado por Robert Siegel en National Public Radio, Achebe permanece consistente, si bien moderando su crítica, en un debate titulado «Heart of Darkness is inappropriate» («El corazón de las tinieblas es inapropiada»): «Conrad fue un escritor seductor. Sabía como tirar su lector en la refriega. Y si no fuera por lo que dijo sobre mí y mi gente, probablemente estaría sólo pensando en esta seducción».

### Jubilación y política
Cuando regresó a la Universidad de Nigeria en 1976, esperaba cumplir tres metas: finalizar la novela que había estado escribiendo, renovar la revista Okike, y continuar sus estudios de la cultura igbo. También demostró que no iba a limitar sus críticas a blancos europeos. En una entrevista en agosto de 1976, arremetió contra el arquetípico intelectual nigeriano, divorciado de la inteligencia «sino por dos cosas: estatus y estómago. Y si hay algún peligro de que pudiera sufrir desagrado oficial o perder su trabajo, preferiría hacer la vista gorda ante lo que está sucediendo a su alrededor». En octubre de 1979, Achebe fue galardonado con el primer Premio de Mérito Nacional de Nigeria.
En 1980 se encontró con James Baldwin en una conferencia celebrada por la African Literature Association (Asociación de Literatura Africana) de Gainesville, Florida, Estados Unidos. Los escritores —con semejantes perspectivas políticas, y que compartieron puntos de vista sobre el lenguaje y la fe en el potencial liberador de la literatura— eran ansiosos por conocerse. Baldwin dijo: «Es muy importante que por último nos encontremos, después de algo como 400 años, si puedo decir así».
En 1982, Achebe se retiró de la Universidad de Nigeria. Dedicó más tiempo a editar Okike y se convirtió en un miembro activo del People's Redemption Party (PRP), un partido político de signatura izquierdista. Escribió un libro titulado The Trouble with Nigeria (El problema con Nigeria) , cuya publicación coincidió con las elecciones inminentes. En la primera página, Achebe afirma sin rodeos: «el problema de Nigeria es la falta de voluntad o incapacidad de sus dirigentes a asumir la responsabilidad y el reto del ejemplo personal, que son las características de un verdadero liderazgo»
Las elecciones estuvieron marcados por la violencia y acusaciones de fraude. Cuando se le preguntó si pensaba que la política nigeriana había cambiado desde Un hombre del pueblo , Achebe respondió: «Creo, más bien al contrario, que el político nigeriano se ha deteriorado». Después de las elecciones, se involucró en una acalorada discusión —que casi se convirtió en una pelea a puñetazos— con Bakin Zuwo, el gobernador electo del estado de Kano. Salió del PRP y decidió mantenerse lejos de los partidos políticos, expresando su tristeza por la falta de honradez y la debilidad de las personas involucradas.
Pasó la mayor parte de la década de 1980 a dar discursos, asistir a conferencias, y a trabajar en su sexta novela. También continuó ganando premios y títulos honoríficos. En 1986 fue elegido presidente general del Town Unión (comité pro mejoramiento) de Ogidi; aceptó de mala gana y comenzó un período de tres años. En este mismo año, renunció como director de la revista Okike.

### Hormigueros de la sabanay parálisis
En 1987, Achebe publicó su quinta novela, Hormigueros de la sabana, que trata de un golpe militar en Kangan, una nación africana ficticia. El libro llegó a ser finalista del Premio Booker y fue aclamado en el Financial Times: «en una poderosa fusión de mitos, leyendas y estilos modernos, Achebe ha escrito un libro que es sabio, emocionante y esencial, un poderoso antídoto contra los comentaristas cínicos del "extranjero" que nunca ven nada nuevo salir de África». Un artículo de opinión en la revista West Africa, sostuvo que el libro mereció ganar el Premio Booker, y que Achebe era «un escritor que mereció largamente el reconocimiento que ya le concedieron las cifras de ventas». Sin embargo, el premio se otorgó finalmente a la novela Moon Tiger de Penelope Lively.
Durante un viaje a Lagos el 22 de marzo de 1990, su automóvil volcó cuando un eje se derrumbó. Su hijo Ikechukwu y el conductor sufrieron heridas leves, pero el peso del vehículo cayó en Achebe y su columna vertebral fue severamente dañada. Fue trasladado por avión al Paddocks Hospital en Buckinghamshire, Inglaterra, donde recibió tratamiento. En julio los médicos anunciaron que a pesar de que se estaba recuperando bien, quedaría paralizado desde la cintura para abajo y requeriría el uso de una silla de ruedas por el resto de su vida.
Poco después, Achebe aceptó la posición de Profesor de Lenguas y Literatura «Charles P. Stevenson» en Bard College, Annandale-on-Hudson, Nueva York; ocupó el cargo durante más de quince años. En otoño de 2009, se incorporó a la facultad de la Universidad Brown como catedrático de Estudios Africanos de la Universidad David y Marianna Fisher.

### Últimos años y muerte
En octubre de 2005, el Financial Times de Londres informó que Achebe planeaba escribir una novela para la serie Myth, una serie de novelas cortas del editorial Canongate Books en las que los antiguos mitos de las culturas miríadas se reimaginan y reescriben por autores contemporáneos. La publicación de la novela de Achebe aún no ha sido programado.
En junio de 2007, Achebe fue galardonado con el premio Man Booker International. El jurado incluyó la crítica Elaine Showalter, quien afirmó que Achebe «iluminó el camino para escritores a lo largo del mundo en busca de nuevas palabras y formas para las nuevas realidades y sociedades»; y la escritora sudafricana Nadine Gordimer, comentó que Achebe logró «lo que uno de sus personajes brillantemente define como el propósito del escritor: "una recién descubierta expresión" para capturar la complejidad de la vida». En 2010, Achebe fue galardonado con el premio Dorothy y Lillian Gish de  $ 300.000, uno de los más valiosos premios para las artes.
En octubre de 2012, el editorial Penguin Books, publicó There Was a Country: A Personal History of Biafra (Había un país: una historia personal de Biafra). Su publicación de inmediato causó conmoción y volvió a abrir el debate sobre la guerra civil de Nigeria. Resultaría ser la última publicación durante su vida.
Cariñosamente llamado el «abuelo de la literatura nigeriana», Achebe murió después de una breve enfermedad el 21 de marzo de 2013 en Boston, Estados Unidos. Una fuente no identificada cercana a la familia dijo que estaba enfermo por algún tiempo y había sido hospitalizado en la ciudad. El director de publicaciones de Penguin, Simon Winder, dijo: «... estamos todos afligidos al enterarnos de su muerte».
En su obituario, The New York Times lo describió como «uno de los novelistas más leídos de África y uno de los hombres de las letras más grandes del continente». La BBC escribió que estaba «venerado por el mundo por su representación de la vida en África». Fue enterrado en su ciudad natal de Ogidi, estado de Anambra.

## Estilo

### Tradición oral
El estilo de la ficción de Achebe se basa en gran medida en la tradición oral del pueblo igbo. Entrelaza cuentos populares en la trama de sus narrativas, iluminando los valores de la comunidad, tanto en el contenido como en la forma de la narración. Por ejemplo, el relato sobre la Tierra y el Cielo en Todo se demorona hace hincapié en la interdependencia de lo masculino y lo femenino. Aunque Nwoye disfruta escuchar a su madre contando la historia, la aversión que Okonkwo resiente es evidencia de su propio desequilibrio. Más tarde, Nwoye evita palizas de su padre fingiendo de no gustar este tipo de «historias de mujeres».

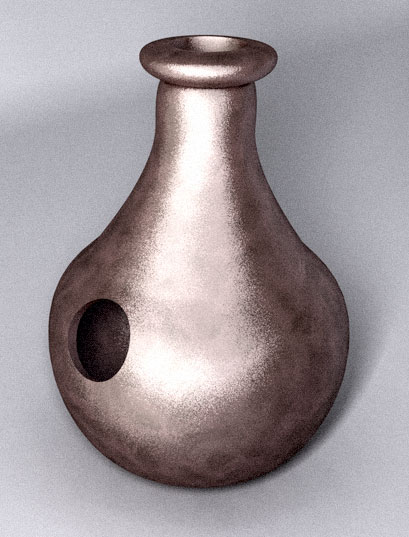
Una representación digital de la udu un instrumento tradicional igbo.

Otra característica del estilo de Achebe es el uso de proverbios que a menudo ilustran los valores de la tradición rural igbo. Achebe los esparce en las narraciones, repitiendo los puntos logrados en la conversación. La crítica Anjali Gera señala que el uso de proverbios en Flecha de Dios «sirve para crear un efecto de eco a lo largo del juicio por una comunidad de una violación individual». El uso de esta repetición en las novelas urbanas de Achebe, Me alegraría de otra muerte y Un hombre del pueblo, es menos pronunciado.
Sin embargo, para Achebe los proverbios y cuentos populares no constituyen la suma total de la tradición oral de igbo. Al combinar el pensamiento filosófico y la ejecución pública en el uso de la oratoria, («Okwu Oka», «arte del habla», en la frase igbo) sus personajes exhiben lo que llamó «una cuestión de excelencia individual ... parte de la cultura igbo». En Todo se desmorona, Obierika, el amigo de Okonkwo, pronuncia el oratorio más apasionada, cristalizando los acontecimientos y su significado para el pueblo. Nwaka en Flecha de Dios también exhibe un dominio de la oratoria, bien que con fines maliciosos.
Achebe frecuentemente incluye canciones populares y descripciones de baile en su obra. Obi, el protagonista de Me alegraría de otra muerte, se encuentra en un algún momento con las mujeres que cantan una «Canción del corazón», que Achebe incluye en igbo e inglés: «¿Esta todo el mundo aquí? / Hele ee he ee he». En Todo se demorona, el baile ceremonial y el cantar de canciones populares reflejan las realidades de la tradición igbo. El anciano Uchendu, al tratar de sacar Okonkwo de su autocompasión, se refiere a una canción cantada después de la muerte de una mujer: «Para quién esta bien, para quién esta bien? No hay nadie para quien esta bien». Esta canción contrasta con las «melodías alegres y bulliciosas de la evangelización» que se cantan más tarde por los misioneros blancos.
Los cuentos de Achebe no están tan ampliamente estudiados como sus novelas, y el propio Achebe no los consideró una parte importante de su obra. En el prefacio de Girls at War and Other Stories, escribe: «Una docena de piezas en veinte años debe contabilizarse como una cosecha muy magra a todas luces». Al igual que las novelas, sus cuentos están muy influenciados por la tradición oral. Y como los cuentos populares que siguen, las narrativas suelen tener valores morales que hacen hincapié en la importancia de las tradiciones culturales.

### Uso del inglés
En la década de 1950, a medida que avanzó el proceso de descolonización, surgió un debate sobre la elección de la lengua de producción literaria entre los autores a través del mundo; Achebe no fue excepción. En efecto, a causa de su tema y la insistencia en una narrativa no colonial, encontró que sus novelas y decisiones fueron sometidas a un escrutinio extremo, en particular con respecto a su uso del inglés. Una corriente de pensamiento, defendida por el escritor keniano Ngugi wa Thiong'o, instó al uso de las lenguas nativas de África. El inglés y otros idiomas europeos, dijo en 1986, eran «parte de las estructuras neocoloniales que reprimen ideas progresistas».
Achebe eligió escribir en inglés. En su ensayo "The African Writer and the English Language" (El escritor africano y el idioma inglés), señaló que el colonialismo —a pesar de todos sus males— proporcionó a los pueblos colonizados de distintos orígenes lingüísticos «un lenguaje con que hablar el uno al otro»  Como fue su propósito de comunicar con los lectores en todo Nigeria, utilizó «el único lenguaje central que goza de aceptación a nivel nacional». El uso del inglés también permitió que sus libros fueran leídos en las naciones coloniales dominantes.
Aun así, Achebe reconoció las deficiencias de lo que Audre Lorde denominó «herramientas del maestro». En otro ensayo, señala: 

«Para un africano, escribir en inglés no está exenta de serios reveses. A menudo encuentra que esta describiendo situaciones o modos de pensamiento que no tienen un equivalente directo en el modo de vida inglés. Pillado en esta situación puede hacer una de dos cosas. Puede tratar de contener lo que quiere decir dentro de los límites del inglés convencional o puede tratar de empujar estos límites para acomodar sus ideas ... Sostengo que los que pueden hacer el trabajo de extender los límites del inglés a fin de acomodar los patrones de pensamiento africano, deben hacerlo a través de su dominio del inglés y no por la inocencia».

En otro ensayo, se refiere a la lucha de James Baldwin al usar el idioma inglés para representar con precisión su experiencia, y su entendimiento de que tenía que tomar el control de la lengua y expandirla. El poeta y novelista nigeriano Gabriel Okara comparó el proceso de expansión del lenguaje a la evolución de la música Jazz en los Estados Unidos.
Las novelas de Achebe sentaron una base formidable para este proceso. Alterando el uso del sintaxis y expresiones idiomáticas, transformó el lenguaje en un estilo netamente africano. En algunos lugares, esto toma la forma de la repetición de una idea igbo en un lenguaje inglés común; en otros lugares aparece como acotaciones narrativas integradas en frases descriptivas.

## Temas
Las novelas de Achebe abordan una variedad de temas. En sus escritos iniciales domina la representación de la propia cultura igbo. El crítico Nahem Yousaf destaca la importancia de estas representaciones: «En torno a las historias trágicas de Okonkwo y Ezeulu, Achebe se pone a textualisar la identidad cultural igbo». Retratar la vida nativa no es simplemente una cuestión de fondo literario, añade: «Achebe busca producir el efecto de una realidad precolonial como respuesta igbo-céntrica a una "realidad" imperial construida de manera eurocéntrica». Ciertos elementos de la representación de la vida igbo en Todo se desmorona coinciden con la narrativa en The Interesting Narrative of the Life of Olaudah Equiano, una obra autobiográfica de Oloudah Equiano. En respuesta a las aseveraciones de que Equiano no nació realmente en África, Achebe escribió en 1975: «Equiano fue un igbo, creo yo, de la aldea de Iseke en la división Orlu de Nigeria».

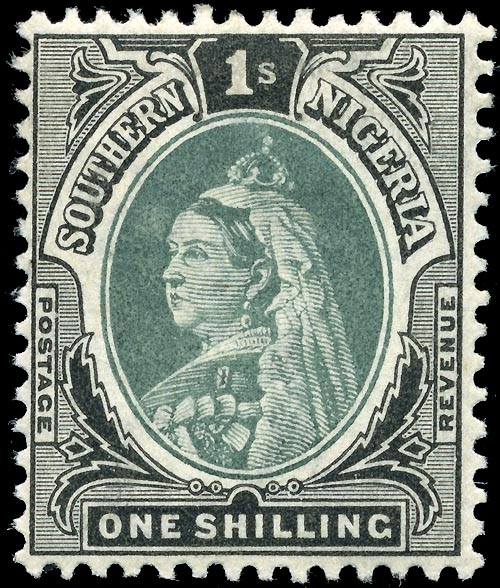
Un sello de 1901 del sur de Nigeria en la época colonial.

### Cultura y colonialismo
Un tema que prevalece en las novelas de Achebe es la intersección de la tradición africana (sobre todo las variedades igbo) y la modernidad, especialmente la encarnada por el colonialismo europeo. El pueblo de Umuofia en Todo se desmorona, por ejemplo, es violentamente sacudido por divisiones internas tras la llegada de los misioneros cristianos blancos. El profesor de inglés nigeriano Ernest N. Emenyonu describe la experiencia colonial en la novela como «la emasculación sistemática de la cultura entera». Más tarde, Achebe encarnó esta tensión entre la tradición africana y la influencia occidental en la figura de Sam Okoli, el presidente de Kangan en Hormigueros de la sabana. Alejado de los mitos y cuentos de la comunidad por su educación occidentalizada, no tiene la capacidad de reconexión que muestra el personaje Beatrice.
En las novelas de Achebe, el impacto colonial en los igbo suele efectuarse por personas procedentes de Europa, aunque las instituciones y oficinas urbanas a menudo cumplen un propósito similar. El personaje de Obi en Me alegraría de otra muerte sucumbe a la corrupción de la época colonial en la ciudad; las tentaciones de su posición abruman a su identidad y fuerza. De igual modo, los tribunales y la posición del comisionado distrital en Todo se demorona colisionan con las tradiciones de los igbo, y eliminan su capacidad de participar en las estructuras de toma de decisiones.
El desenlace habitual en las obras de Achebe culmina en la destrucción del individuo y, por sinécdoque, la caída de la comunidad. El descenso de Odili en el lujo de la corrupción y del hedonismo en Un hombre del pueblo, por ejemplo, es simbólico de la crisis postcolonial en Nigeria y en otras partes. Sin embargo, incluso con el énfasis en el colonialismo, los desenlaces trágicos de Achebe encarnan la confluencia tradicional del destino, individuo y sociedad, como representada por Sófocles y Shakespeare.
No obstante, Achebe busca retratar ni absolutos morales, ni una inevitabilidad fatalista. En 1972 dijo: «Nunca voy a tomar posición a favor de lo antiguo o a favor de lo nuevo. El punto es que no hay ninguna sola verdad que me satisface, y esto está bien fundado en la cosmovisión igbo. Ningún hombre puede ser siempre correcto, ninguna idea puede ser totalmente correcta». Esta perspectiva se refleja en las palabras de Ikem, un personaje en Hormigueros de la sabana: «cualquier cosa que seas, nunca es suficiente; debes encontrar una manera de aceptar algo del otro, por pequeño que sea, para volverte completo y para salvarte del pecado mortal de la rectitud y del extremismo». Y en una entrevista de 1996, Achebe dijo: «La creencia en radicalismo o ortodoxia es una forma de ver las cosas demasiado simplificada ... El malo nunca es todo malo; la bondad, en cambio, es a menudo teñida de egoísmo».

### Masculinidad y feminidad
Los roles de género de hombres y mujeres, así como las concepciones de los conceptos asociados de las sociedades, son temas frecuentes en la escritura de Achebe. Ha sido criticado como un autor sexista, por lo que muchos llamaron la representación acrítica de la sociedad igbo con su tradición patriarcal, donde los hombres más masculinos toman numerosas esposas, y donde las mujeres son regularmente golpeadas. Paradójicamente, la sociedad igbo valora enormemente el logro individual, pero también ve la adquisición de mujeres como un indicador del éxito. Como puede verse en Todo se desmorona, la sociedad igbo condena la violencia, aunque la capacidad de Onkonkwo de controlar «sus» mujeres está íntimamente vinculada a su dignidad. Por lo tanto, las mujeres están automáticamente privadas de derechos en el sentido de alcanzar una posición alta relacionada con el logro personal. Otros sugieren que Achebe se limita a representar la visión de género de los personajes, y señalan que en sus últimas obras trata de mostrar los peligros inherentes a la exclusión de las mujeres de la sociedad. También se sugirió que Achebe creó deliberadamente exagerados binarios de género con el fin de representar la historia igbo en una manera reconocible para los lectores internacionales. Otros sugieren que la lectura de Achebe a través de una lente "womanista" permite una comprensión de las concepciones igbo sobre la complementariedad de género. El Womanismo es «un concepto afrocentrico forjado del feminismo mundial para analizar la situación de las mujeres africanas negras», que no solo reconoce la opresión patriarcal de las mujeres, sino que también pone de relieve la resistencia y la dignidad de las mujeres africanas. Como la representación de la sociedad y las estructuras de parentesco igbo en novelas como Todo se desmorona difiere considerablemente de la obra de la antropología feminista africana, la representación no debe tomarse literalmente; el lector más bien debe considerar los roles de mujeres y hombres como intencionadamente austeros y contrapuestos. En todo caso, una lectura cuidadosa de Achebe reconoce paradójicamente la representación hiperbólica de la política de género en la sociedad igbo, mientras reconociendo el matiz necesario que da a las mujeres de Achebe alguna agencia y prominencia.
En Todo se desmorona, la virilidad furiosa de Okonkwo domina todo lo «femenino» en su vida, incluyendo su propia conciencia. Por ejemplo, cuando se siente mal después de haber sido forzado a matar a su hijo adoptivo, se pregunta: «¿Desde cuando te convertiste en una vieja mujer temblante?» Se argumenta también que el chi de uno, o dios personal, es la «madre dentro». Esta comprensión demuestra aún más cómo la hipermasculinidad de Okonkwo corrompe su conciencia, ya que su desprecio por su propia madre y otras mujeres le impide estar en armonía con su chi. Considera todo lo femenino como desagradable, en parte porque le recuerdan a la pereza y cobardía de su padre. Su padre era considerado un agbala, palabra que se refiere a un hombre sin título, pero que también es sinónimo de «mujer». Por lo tanto, Okonkwo no solamente lamenta la falta de éxito de su padre, sino lo atribuye a una falta de masculinidad. La feminización de todas las cosas que carecen de éxito o poder por Okonkwo, es un tema común en la novela. Su obsesión con la masculinidad es alimentada por un intenso temor a la feminidad, que expresa a través del abuso físico y verbal de sus esposas, su violencia hacia su comunidad, su constante preocupación de que su hijo Nwoye no fuera lo suficientemente varonil, y su deseo de que su hija Ezinma hubiera nacida un varón. Las mujeres en la novela, por su parte, son obedientes, tranquilas, y ausentes en posiciones de autoridad, a pesar del hecho de que las mujeres igbo participaban tradicionalmente en el liderazgo del pueblo. Sin embargo, la necesidad del equilibrio femenino es destacado por Ani, la diosa de la tierra, y la discusión extendida de «Nneka» («la madre es suprema») en el capítulo catorce. La perseverancia de Ekwefi y su amor por Ezinma, a pesar de sus muchos abortos involuntarios, es visto como un homenaje a la femineidad igbo, que suele definirse por la maternidad. La derrota de Okonkwo es visto por algunos como una vindicación de la necesidad de una ética femenina equilibradora. Algunos también sostuvieron que todos los fracasos de Okonkwo están ligados a su desprecio y temor a las mujeres y su incapacidad de establecer buenas relaciones personales con las mujeres en su vida: sus esposas, sus hijas y su propia madre. Achebe expresó su frustración por ser frecuentemente mal comprendido en este punto, diciendo «Quiero casi gritar que Todo se desmorona está del lado de las mujeres ... Y que Okonkwo está pagando la pena por su tratamiento de las mujeres; que todos sus problemas, todas las cosas que hizo mal, pueden ser vistos como ofensas contra lo femenino». En efecto, se argumenta que la violenta y vehemente posición anti mujer de Okonkwo es la excepción, no la norma, en su comunidad de Umuofia y en la sociedad igbo en general. Aun así, la escritura poscolonial de África esta profundamente centrada en el hombre, un fenómeno que no es aliviado con el tropo frecuente de la mujer africana como la «realización de la visión del escritor masculino para la nueva África». Se argumenta que, aun cuando las mujeres y sus vidas tuvieran una representación más central en la literatura, el escritor masculino sigue siendo el visionario, mientras que la mujer es el «signo» de los cambios por venir.
Beatrice Nwanyibuife, en Hormigueros de la sabana, es el primer personaje central femenino en las novelas de Achebe. Como mujer independiente en la ciudad, Beatrice se esfuerza por lograr el equilibrio que Okonkwo tanto carecía. Ella refuta la idea de que necesitaría un hombre, y aprende poco a poco sobre Idemili, una diosa que equilibra la agresión del poder masculino. Aunque las etapas finales de la novela la muestran en un papel de madre criadora, Beatrice se mantiene firme en su convicción de que las mujeres no deben limitarse a estas capacidades.

## Legado
Achebe ha sido llamado «el padre de la escritura africana moderna», y se escribieron muchos libros y ensayos sobre su obra durante los últimos cincuenta años. En 1992 se convirtió en el primer escritor vivo incluido en la colección de la Biblioteca Everyman publicada por Alfred A. Knopf. Su sexagésimo aniversario se celebró en la Universidad de Nigeria por un «¿Quién es quién en la literatura africana» internacional. Un observador comentó: «[Esto] nunca había sucedido antes en la literatura africana en cualquier lugar del continente».
Achebe proporcionó un «modelo» para los escritores africanos de las siguientes generaciones. En 1982, fue galardonado con un título honorario de la Universidad de Kent. En la ceremonia, el profesor Robert Gibson dijo que el escritor nigeriano «es ahora venerado como maestro por la generación de escritores africanos más joven y con regularidad recurren a él en busca de consejo y inspiración». Su impacto resuena con fuerza en los círculos literarios, incluso fuera de África. La novelista Margaret Atwood lo llamó «un escritor mágico - uno de los más grandes del siglo XX». La poeta Maya Angelou elogió Todo se desmorona como un libro en el que «todos los lectores se encuentran con sus hermanos, hermanas, padres y amigos y a ellos mismos, a lo largo de los caminos de Nigeria». Nelson Mandela, recordando su tiempo como prisionero político, se refirió a Achebe como el escritor «en cuya compañía se cayeron los muros de la prisión», y que su obra Todo se desmorona le inspiró a continuar la lucha para acabar con el apartheid. La premio Nobel Toni Morrison comentó que la obra de Achebe la inspiró a convertirse en escritor y «desató su relación amorosa con la literatura africana».
Achebe recibió más de treinta títulos honorarios de universidades en Inglaterra, Escocia, Canadá, Sudáfrica, Nigeria y Estados Unidos, incluyendo Dartmouth College, Harvard y la Universidad de Brown. Fue galardonado con el Premio de Poesía de la Commonwealth, una beca honoraria de la Academia Estadounidense de las Artes y las Letras (1982), miembro honorario exterior de la Academia Estadounidense de las Artes y las Ciencias (2002), la Orden Nacional del Mérito de Nigeria (el más alto honor para el trabajo académico en Nigeria), el Premio de la Paz del Comercio Librero Alemán. El premio Man Booker International de 2007 y el premio Dorothy y Lillian Gish de 2010 son dos de los galardones más recientes que Achebe recibió. Fue nombrado embajador de buena voluntad del Fondo de Población de las Naciones Unidas en 1999.
Declinó dos veces el honor de Nigeria Commander of the Federal Republic (Comandante de la República Federal), en 2004 y 2011, diciendo:

«En particular he visto el caos en mi propio estado de Anambra, donde una pequeña camarilla de renegados, jactándose abiertamente de sus conexiones en estamentos elevados, parece decidida a convertir a mi patria en un feudo sin ley y en bancarrota. Estoy consternado por el descaro de esta camarilla y el silencio, sino connivencia, de la Presidencia».

A pesar de sus logros académicos y la importancia global de su obra, Achebe nunca recibió el Premio Nobel, lo que algunos observadores consideraron injusto. Cuando Wole Soyinka fue galardonado con el Premio Nobel de Literatura de 1986, Achebe se unió al resto de Nigeria en la celebración del primer africano en ganar el premio. Alabó la «estupenda exhibición de energía y vitalidad» de Soyinka, y dijo que estaba «eminentemente merecedor de cualquier premio». Un periodista de Quality Weekly preguntó a Achebe en 1988 lo que sentía por no ganar un Premio Nobel; contestó: «Mi posición es que el Premio Nobel es importante, pero se trata de un premio europeo. No es un premio africano ... La literatura no es un campeonato de peso pesado. Los nigerianos pueden pensar, ya sabes, este hombre ha sido noqueado. No tiene nada que ver con eso».
Chinua Achebe ha sido prestigiado por el Grand Prix de la Mémoire de la edición 2019 de los Grandes Premios de las Asociaciones Literarias.

## Obra
Novelas
- Things Fall Apart (1958) -- Todo se desmorona
- No Longer at Ease (1960) -- Me alegraría de otra muerte
- Arrow of God (1964) -- Flecha de Dios
- A Man of the People (1966) -- Un hombre del pueblo
- Anthills of the Savannah (1987) -- Hormigueros de la sabana

Cuentos
- Marriage Is A Private Affair (1952)
- Dead Men's Path (1953)
- The Sacrificial Egg and Other Stories (1953)
- Civil Peace (1971)
- Girls at War and Other Stories (incluye «Vengeful Creditor») (1973)
- African Short Stories (editor, con C.L. Innes) (1985)
- Heinemann Book of Contemporary African Short Stories (editor, con C.L. Innes) (1992)
- The Voter

Poesía
- Beware, Soul-Brother, and Other Poems (1971) (publicado en Estados Unidos como Christmas at Biafra, and Other Poems, 1973)
- Don't let him die: An anthology of memorial poems for Christopher Okigbo (editor, con Dubem Okafor) (1978)
- Another Africa (1998)
- Collected Poems Carcanet Press (2005)
- Refugee Mother And Child
- Vultures

Ensayos, crítica, no ficción, comentario políticos
- The Novelist as Teacher (1965) - también en Hopes and Impediments
- An Image of Africa: Racism in Conrad's "Heart of Darkness" (1975) -- Una imagen de África: racismo en «El corazón de las tinieblas» de Conrad, también en Hopes and Impediments
- Morning Yet on Creation Day (1975)
- The Trouble With Nigeria (1984)
- Hopes and Impediments (1988)
- Home and Exile (2000)
- Education of a British protected Child  (6 de octubre de 2009)
- There Was A Country: A Personal History of Biafra, (11 de octubre de 2012 )

Libros para niños
- Chike and the River (1966)
- How the Leopard Got His Claws (con John Iroaganachi) (1972)
- The Flute (1975)
- The Drum (1978)